# Vanessa Civit
Vanessa Civit (ur. 16 lipca 1975) – francuska zapaśniczka walcząca w stylu wolnym. Zajęła czwarte miejsce na mistrzostwach świata w 1992. Mistrzyni Europy w 1996 i trzecia w 1993. Pierwsza na mistrzostwach Francji w latach 1992-1996.